# Katastrofa górnicza w kopalni Pniówek
Katastrofa górnicza w KWK Pniówek – seria wybuchów metanu, która miała miejsce 20 kwietnia 2022 roku w KWK Pniówek w Pawłowicach, należącej do JSW. W wyniku zdarzenia zginęło 16 górników, a 30 zostało rannych.

## Wybuch metanu
Do wybuchu metanu doszło w środę, 20 kwietnia 2022 roku, o godzinie 0:15 w ścianie N-6, 1000 metrów pod ziemią. W zagrożonym rejonie przebywało wówczas 42 górników. Piętnastu zostało poszkodowanych, a dwunastu z nich udało się wydostać samodzielnie na powierzchnię. W kopalni rozpoczęła się akcja ratunkowa i poszukiwanie 3 zaginionych górników.

## Akcja ratunkowa i kolejny wybuch
Do akcji ratunkowej przystąpili ratownicy górniczy pełniący dyżur kopalniany w KWK Pniówek, a na miejsce skierowano również dwa zastępy z Okręgowej Stacji Ratownictwa Górniczego w Wodzisławiu Śląskim (która zabezpiecza kopalnię Pniówek), oraz dalsze dwa z Centralnej Stacji Ratownictwa Górniczego w Bytomiu. Tymczasem miała miejsce kolejna wtórna eksplozja metanu, która doprowadziła do utraty kontaktu z 5 ratownikami i 2 górnikami.
Na miejsce skierowano kolejne zastępy ratowników górniczych z pobliskich kopalń oraz 13 zespołów ratownictwa medycznego z województwa śląskiego i dwa śmigłowce Lotniczego Pogotowia Ratunkowego. Uratowanych 20 rannych górników skierowano do szpitali m.in. w Siemianowicach Śląskich, Rybniku, Żorach, Jastrzębiu Zdroju i Wodzisławiu Śląskim.
Prowadzona akcja ratunkowa napotkała na trudności i ratownicy górniczy musieli zabudować tamę wentylacyjną, ograniczającą dopływ tlenu do miejsca zagrożenia, oraz gazów kopalnianych i metanu poza zagrożony rejon. W celu obniżenia jego stężenia zbudowano też lutniociągi doprowadzające powietrze do zagrożonego obszaru.

## Kolejne eksplozje i zawieszenie akcji
Wieczorem 21 kwietnia 2022 roku doszło do kolejnej serii wybuchów metanu w chodniku N-12 w rejonie ściany N-6 KWK Pniówek. Stało się to w momencie pracy ratowników górniczych przy lutniociągu. W wyniku ekspolozji poszkodowanych zostało 10 ratowników górniczych. Na miejsce akcji skierowano 8 karetek pogotowia ratunkowego oraz śmigłowiec Lotniczego Pogotowia Ratunkowego. Trzech poszkodowanych zaopatrzono na miejscu, a 7 skierowano do szpitali w: Cieszynie, Jastrzębiu Zdroju, Katowicach-Ochojcu, Pszczynie, Rybniku, Wodzisławiu Śląskim i Żorach.
Po kolejnych wybuchach zawieszono akcję ratunkową.
Spośród 10 górników, którzy trafili do Centrum Leczenia Oparzeń w Siemianowicach Śląskich, pięciu było w stanie ciężkim, leczonych na Oddziale Anestezjologii i Intensywnej Terapii. W kolejnych dniach pięciu hospitalizowanych zmarło w szpitalu w Siemianowicach Śląskich, natomiast 5 ratowników i 2 pracowników kopalni uznano za zaginionych. Łącznie potwierdzono śmierć 9 ofiar katastrofy. W styczniu 2023 roku akcja ratunkowa była w dalszym ciągu zawieszona. Ponowne podjęcie akcji ratunkowej planowane było na luty 2023 roku.
Akcję poszukiwawczą wznowiono we wrześniu 2023 roku, kiedy to odnaleziono ciała 6 górników. Ciało ostatniego górnika odnaleziono dopiero 21 października 2023 roku. 

## Ofiary katastrofy
1. Arkadiusz Broda (lat 48)
2. Piotr Dudek (lat 38)
3. Rafał Ferenc (lat 37)
4. Remigiusz Foks (lat 30)
5. Tadeusz Gazur (lat 50)
6. Dominik Godziek (lat 37)
7. Łukasz Goryl (lat 34)
8. Marcin Kurpas (lat 38)
9. Kamil Liszok (lat 32)
10. Jarosław Majerski (lat 37)
11. Karol Partyka (lat 36)
12. Dawid Puła
13. Łukasz Sokołowski (lat 39)
14. Maciej Tetłak (lat 32)
15. Rafał Wiśniewski
16. Karol Woszczycki (lat 31)

- Źródło:[12][13].

## Następstwa
W związku z katastrofą, KWK Pniówek odwiedzili premier Mateusz Morawiecki oraz prezydent RP Andrzej Duda.
Na 24 kwietnia 2022 roku w województwie śląskim ogłoszono żałobę. Również wójt Pawłowic w dniach 20–24 kwietnia 2022 roku wprowadził żałobę na terenie gminy Pawłowice, w której doszło do katastrofy.